# Najib Ouazzani
Pour les articles homonymes, voir Ouazzani.
Najib Ouazzani (né en 1955 à Nador, Maroc) est un homme politique marocain. Il a été le seul secrétaire général du Parti al ahd. Il a aussi été député de Nador.
Le 8 août 2008, Il devient secrétaire général adjoint, membre de la commission des relations publiques du Parti Authenticité et Modernité, issu du mouvement initié par Fouad Ali El Himma (le mouvement des démocrates). En 2009, il a quitté ce parti faisant de même que Ahmed Alami et Abdellah Kadiri. Il est réélu au poste de secrétaire général du parti al-Ahd Addimocrati, lors du 2e congrès national de ce parti politique.  
En 2016 il a participé aux élections législatives avec le PJD.[réf. souhaitée] dans la ville d'Al Hoceima au Rif du Maroc où il n'a pas réussi à monter au parlement .

## Biographie
- Professeur en médecine de chirurgie orthopédique
- Chirurgien orthopédique et traumatologue
- Député de Nador depuis 1993 pour 4 législatures consécutives à ce jour
- Ancien président de groupe parlementaire 200
- Président de la commission de l'intérieur et de l'équipement à la Chambre des représentants marocaine